# RCN HD2
RCN HD2 es un canal de televisión abierta colombiano, el cual emite simultáneamente con la señal HD de Canal RCN. El canal se encuentra disponible exclusivamente en la TDT en Colombia.

## Historia
Inició sus operaciones como señal de prueba el 1 de abril de 2014 en la TDT usando el estándar DVB-T2. Su principal competencia era el canal Caracol HD2. Además, retransmitía en vivo desde el 28 de noviembre de 2016 algunos programas de RCN Radio y de RCN Televisión, así como de sus emisoras hermanas.
El 15 de septiembre de 2017, RCN Televisión habilitó por error la señal del canal en el operador satelital Movistar TV dentro del dial 815, exclusivo para RCN HD, a la 1:00 a. m. Hasta el 11 de enero del 2019 estuvo al aire su programación al igual que el extinto canal infantil Tacho Pistacho.
En octubre de 2022 volvió a emitir la programación regular después de 3 años de pausa interrumpida. 
El 16 de noviembre de 2022 comienza a estar disponible en DirecTV en los canales 131 SD y 1131 HD.

## Programación
Actualmente emite la programación de Canal RCN en simultáneo y cuando hay eventos deportivos de los que Canal RCN cuenta con los derechos de transmisión que estos se emiten.
Anteriormente solía emitir la programación de Canal RCN con una hora de retraso.